# Euglossa singularis
Euglossa singularis är en biart som beskrevs av Alexander Mocsáry 1899.
Euglossa singularis ingår i släktet Euglossa, tribus orkidébin, och familjen långtungebin. Inga underarter finns listade i Catalogue of Life.

## Bildgalleri

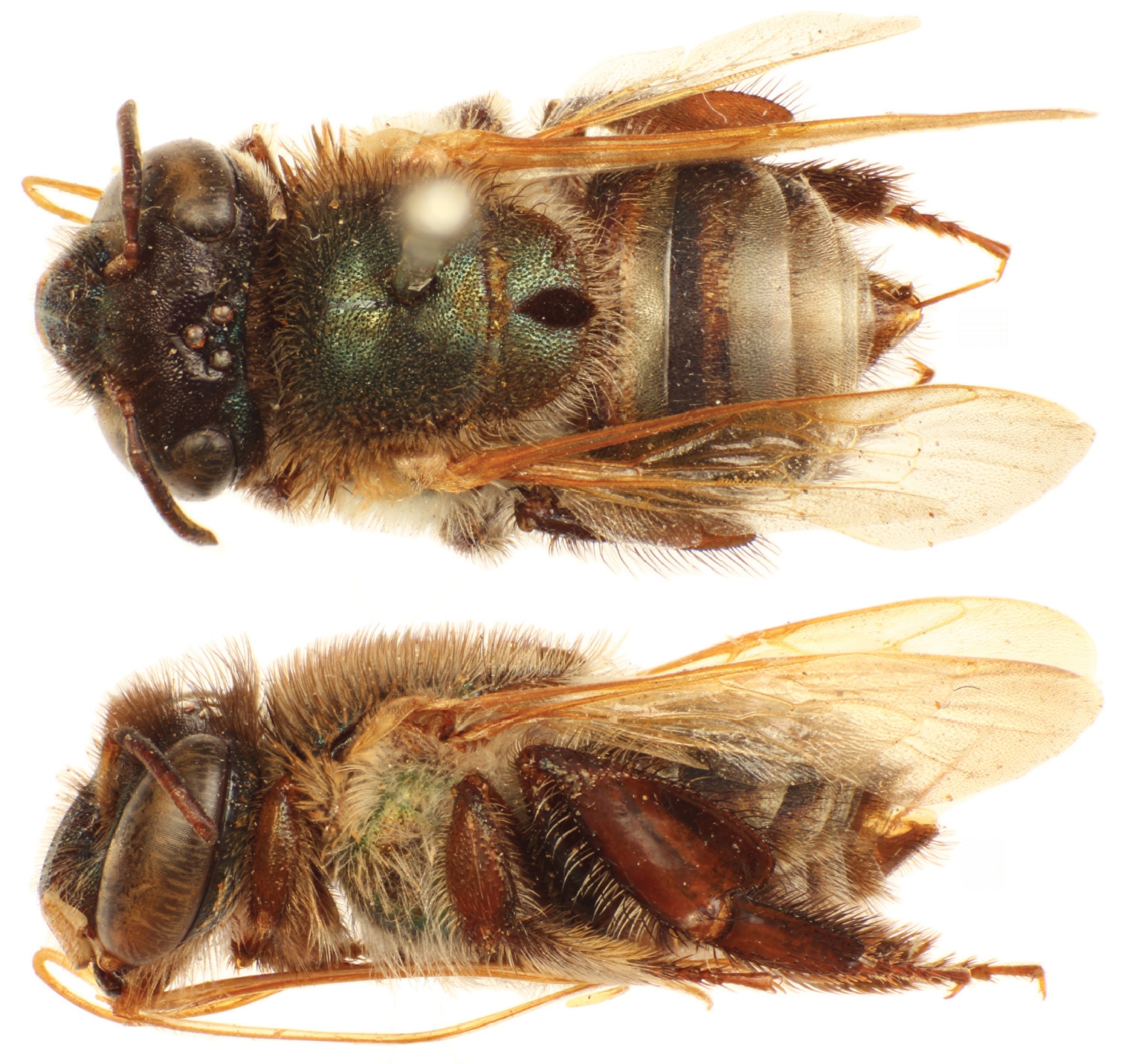
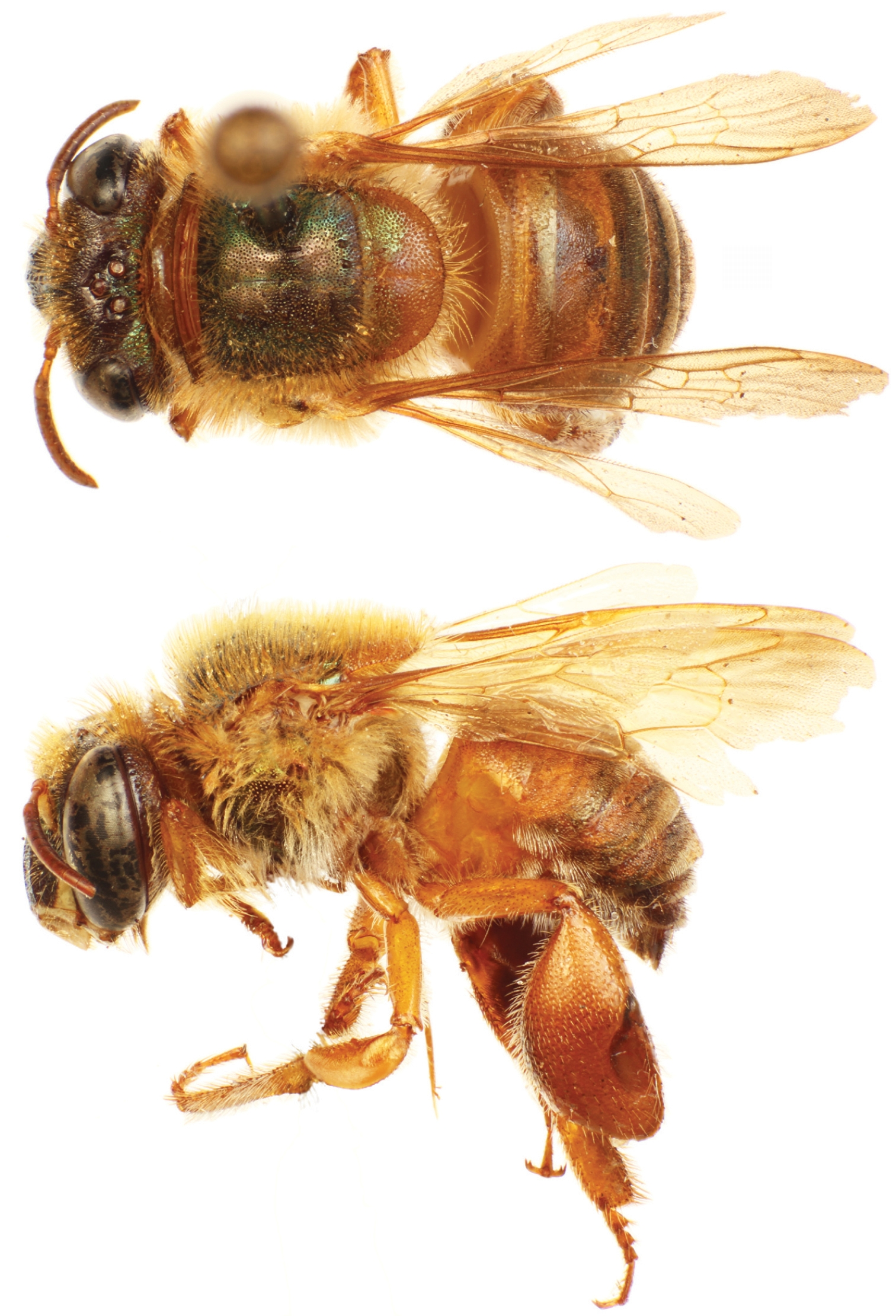